# Nagar
Nagar, senere Nawar, var eblaitisk oltidsby og vestsemitisk bystat i det nordlige Mesopotamien fra år 2600 til 2300 fvt, nuværende Tell Brak i nordlige Syrien. Kongedømmet Nagar dækkede det meste af Khabur-flodbassinet. På sit højdepunkt var Nagar-kongedømmet en vigtig politisk partner og ligestillet med dens naboer, Ebla og Mari-bystaterne. Kongedømmet underkastede sig mindst 17 andre byer, heriblandt Hazna og bystaten Nabada (i dag Tell Beydar).
Byen var tilegnet gudinden Belet-Nagar (Nagars Frue), som der blev valfartet til fra hele Khaburflods-området. Tell Brak var vigtig religiøs center siden sin oprindelse og dens forhistoriske Øje-tempel med de små øje-amuletter er unik for Mellemøsten..
Nagar var også et vigtig handelscenter og kulturcenter, og var kendt især for sine akrobater, graverede ædelsten, Kunga-æsel-onager-hybrid opdræt og handel, uld, møbler og fremstilling af farvet glas.
Nagar-bystaten var i mange konflikter med sine naboer Ebla og Mari, blev overvundet i år 2300 fvt. og kom under akkadisk herredømme. Derefter var byen hurrisk bystat kaldet Nawar under forskellige herredømmer. Fra år 1500 fvt. og frem var Nawar/Nagar del af det hurriske Mittani-rige, og til sidst blev byen ødelagt af Assyrien i år 1300 fvt.
Byen udgravedes først i 1937 og derefter udgravedes af forskellige hold fra år 1979 frem til udbrud af den syriske borgerkrig i 2011.

## Historie
Området Tell Brak var beboet siden år 7000 fvt. og forskellige byer og kulturer har udviklet sig i tidens løb på stedet, såsom Halaf-kulturen. Byområdet på stedet har siden Uruk-kulturen udvidet sig i areal til 50 hektarer, derefter til 130 hektarer og så skrumpet ind igen i størrelse i takt med de forskellige højkulturer voksede og faldt. Stedet er blandt andet kendt for det såkaldte Øje-tempel med fund af tusindvis af alabaster-amuletter og figuriner med øjne, fra tidsperioden 3900-3600 år fvt..
Byområdet Tell Brak kom i livlig kontakt med sydlige Mesopotamien siden år 3600 fvt, og der blev oprettet en Uruk-koloni på stedet. Da Uruk-kulturen endte i år 3000 fvt, blev den urukanske koloni i Tell Brak forladt og med vilje jævnet med jorden af dens beboere.. Byen svandt nu ind i størrelse og brugte et beskedent lille tempel i den såkaldte Ninive-tidsperiode fra årene 2900 til 2600 fvt.
Nagar-byen udvikles fra år 2600, hvor der blev bygget en stor administrativ bygning, byen blev opkaldt Nagar og byen udvidede sig igen i areal. Udviklingen af Nagar er forbundet med Kish-civilisationen, som Nagar var i kontakt med..
Det store, ovale tempel i Nagar var en af kongedømmets vigtigste bygninger og kaldes i dag for Brak-Ovalen. . Templet havde en krummende ydre væg, som minder om det ovale Khafajah-tempel fra centrale Mesopotamien.. Øje-templet var også i brug i Nagar-kongedømmets tid, men kun som et lille tempel.
Som vigtig nabo til det mægtige Ebla-rige, indgik Nagar i mange konflikter og alliancer med Ebla. .
Der blev for eksempel indgået et ægteskab mellem prinsessen Tagrish-Damu fra Ebla og prinsen Ultum-Huhu, søn af en Nagar-konge.. Nagar ville også angribe eller selv blive angrebet af Mari-bystaten.
Da Nagar-bystaten blev overvundet og nedbrændt i år 2300 fvt. af enten Mari-staten eller Sargon af Akkad, kom den under akkadisk herredømme som Akkads Provinshovedstad. Derefter var byen uafhængig hurrisk bystat kaldet Nawar. Nagar-Nawar blomstrede op igen siden år 1900 fvt, og kom under forskellige herredømmer. Fra år 1500 blev byen del af det hurriske Mittani-rige, for endeligt at blive fuldstændig lagt øde af Assyrien i år 1300. Byen svandt derefter ind til en lille landsby og blev bestandig forladt. Bynavnet var sidst nævnt i tidlige Abbasid optegnelser fra 750erne, for derefter helt at forsvinde.

## Navngivning
Bystaternes navne på stedet før Nagar kendes stadig ikke af ærkeologerne. Tell Brak er nuværende navn, som betyder Brak-forhøjningen, eller Brak-bakken, hvor tell er betegnelse for en menneskeskabt bakke eller forhøjning, der opstår i tidens løb på lag efter lag af tidligere beboelser. Øst for Brak-højden ligger der en udtørret sø, kaldet Khatuniah i dag, angivet som "Lacus Babaruci" (Brak-søen) på det romerske vejkort Tabula Peutingeriana fra Romerrigets tid. Søen var opkaldt efter Tell Brak, derfor antages "Brak" som mulig spor af et af de oprindelige navne for stedet. 

Navnet "Nagar" er muligvis semitisk og kan betyde "opdyrket sted".. Under hurrisk herredømme og i Mittani-tiden, blev byen kaldt Nawar og de hurriske konger af Urkesh kaldte sig for "konge af Urkesh og Nawar".